# Hồ Tùng Hân
Hồ Tùng Hân (* 10. Mai 2003) ist ein vietnamesischer Fußballspieler.

## Karriere

### Verein
Hồ Tùng Hân erlernte das Fußballspielen in der Jugend von SHB Đà Nẵng. Hier unterschrieb er im November 2024 auch seinen ersten Vertrag. Der Verein aus Đà Nẵng spielte in der ersten Liga, der V.League 1. Anfang Januar 2025 wechselte er auf Leihbasis nach Singapur zum Erstligisten Balestier Khalsa. Sein Erstligadebüt gab Hồ Tùng Hân am 7. März 2025 (28. Spieltag) im Auswärtsspiel gegen Geylang International. Bei dem 4:3-Auswärtserfolg stand er in der Startelf und spielte die kompletten 90 Minuten. Nach der Saison kehrte er im Sommer 2025 wieder nach Vietnam zurück.

### Nationalmannschaft
Hồ Tùng Hân spielte 2022 zweimal für die vietnamesische U19-Nationalmannschaft. Hier kam er einmal in einem Gruppenspiel im Rahmen der ASEAN U-19 Boys' Championship gegen Brunei zum Einsatz.